# Jan Antonín Koželuh

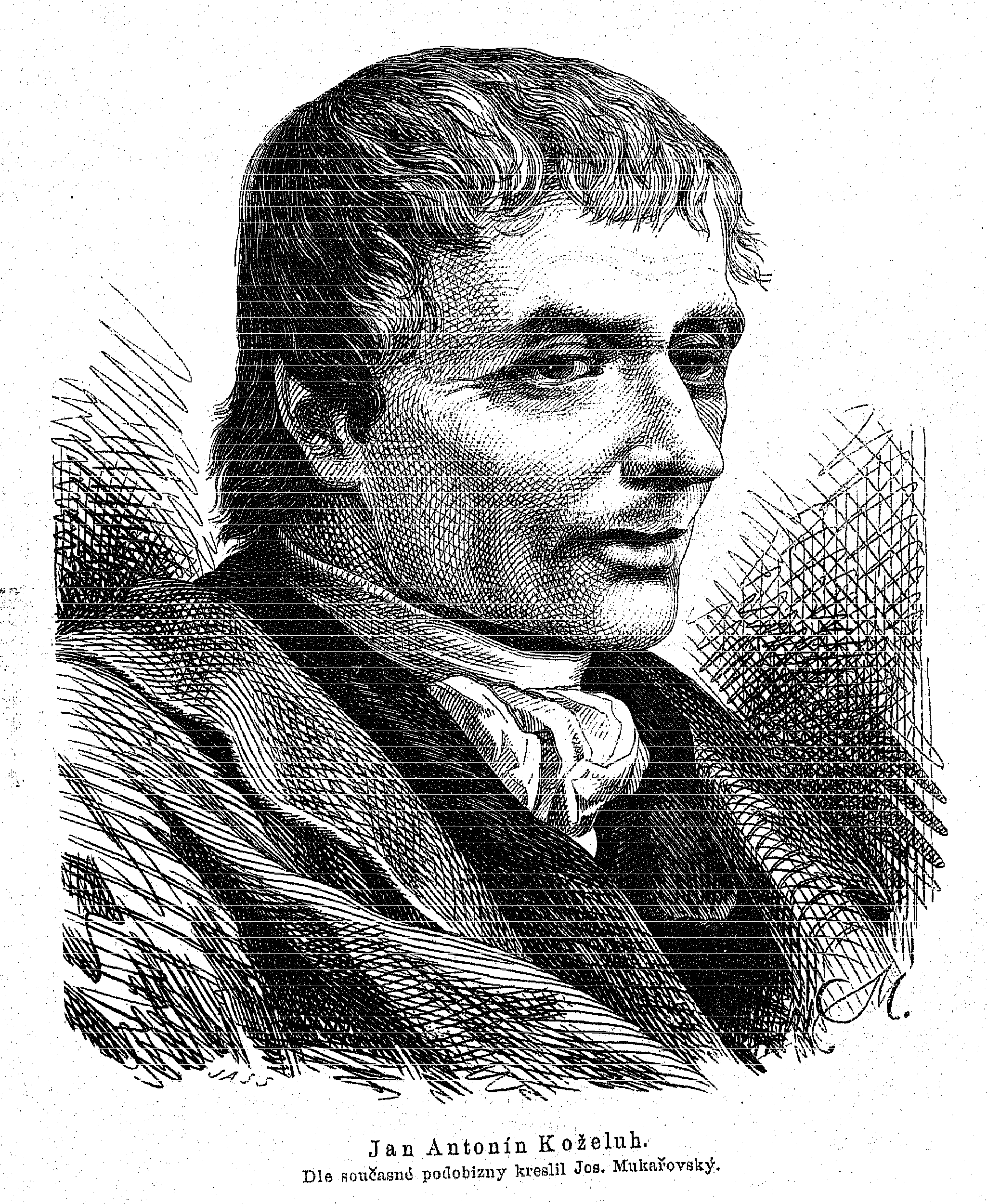
Johann Antonín Kozeluch

Johann Antonin Kozeluch, nato Jan Evangelista Antonín Tomáš Koželuh', noto anche sotto il cognome di Koscheluch (Velvary, 14 dicembre 1738 – Praga, 3 febbraio 1814), è stato un compositore, maestro di cappella e insegnante di musica ceco, cugino del più celebre Leopold Kozeluch.

## Biografia
Studiò dapprima musica nella scuola del paese natale, poi come corista al collegio dei Gesuiti di Březnice e infine sotto la guida di Josef Seger a Praga. Successivamente fu attivo per un breve periodo come Kapellmeister (maestro di cappella) a Rakovník e sino al marzo del 1762 come cantore a Velvary. Tra il 1763 e il 1766 soggiornò a Vienna, dove studio composizione con Christoph Willibald Gluck e Florian Leopold Gassmann e recitativo con Johann Adolf Hasse. Al suo rientro a Praga divenne subito un rinomato insegnante di musica e in seguito fu Kapellmeister della chiesa di San Francesco (St. František). Dopo la morte di Franz Xaver Brixi, avvenuta nel 1771, presentò istanza per il posto di cappellae magister della cattedrale di Praga, però senza successo. Riuscì ad ottenere questa carica parecchi anni più tardi, il 2 marzo 1784, quando fu designato successore di Anton Laube; terrà tale posizione sino alla morte.
Tra i suoi allievi si ricordano in particolare Václav Praupner, Joseph Karl Ambrosch e il cugino Leopold Kozeluch; insegnò inoltre composizione ai suoi figli Wenzel Franz (1784-?) e Vinzenz Emanuel (1780-1839) e a sua famiglia Barbara, la quale fu una cantante e pianista.

## Considerazioni sull'artista
Johann Anton Kozeluch fu uno dei più importanti compositori boemi della seconda metà del XVIII secolo. La sua musica venne molto apprezzato dai contemporanei, tant'è che venne eseguita anche durante il XIX secolo. In vita venne soprannominato il magistrale contrappuntista, dato che era solito impiegare forme polifoniche nei suoi lavori sacri, scritti principalmente nel primo e tardo periodo della sua attività compositiva, nei quali ridusse il ruolo delle parti vocali solistiche e virtuose per dar spazio all'espressione armonica e contrappuntistica. Nel periodo intermedio invece prevalse l'ambito operistico: egli fu, dopo Josef Mysliveček, il secondo compositore ceco a rappresentare propri lavori operistici a Praga.
Le sue opere seguono i canoni dell'opera seria tipici dei lavori di Niccolò Jommelli, ossia la alternanza tra recitativi e arie (nella ridotta forma dell'aria da capo). Impiegò inoltre i recitativi accompagnati (ad es. nel suo Demofoonte)

## Composizioni
- Alessandro nell'Indie (opera seria, libretto di Pietro Metastasio, 1769, Praga)
- Il Demofoonte (opera seria, libretto di Pietro Metastasio, 1771, Praga)
- La morte d'Abel (oratorio pasquale, libretto di Pietro Metastasio, 1776, Praga)
- Gioas re di Giuda (oratorio pasquale, libretto di Pietro Metastasio, 1777, Praga)
- 400 ca. lavori sacri, dei quali:
  - 45 ca. messe
  - 98 offertori
  - 90 graduali
  - 60 arie
  - 30 mottetti
  - 10 Te Deum
  - 5 requiem
  - 2 litanie
- 4 sinfonie
- 2 concerti per fagotto
- Concerto per oboe
- Concerto per clarinetto